# 플레이버 플래브
윌리엄 조너선 드레이턴 주니어(William Jonathan Drayton, Jr., 1959년 3월 16일 ~ )는 플레이버 플래브(Flavor Flav)라는 이름으로 잘 알려진 미국의 래퍼이다.